# 沒有土地！沒有房屋！不去投票！

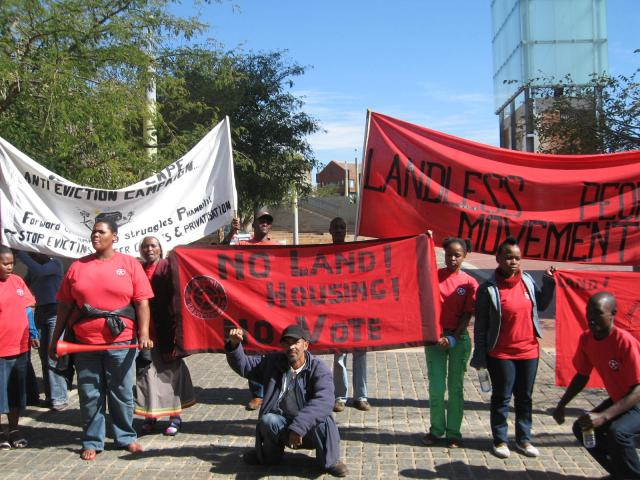
手持該標語的示威者，攝於2009年

「沒有土地！沒有房屋！不去投票！」，是南非許多社會運動的名稱和使用的口號，呼籲如政府不改善貧民的切身問題，就不應參與政黨政治及投票。

## 歷史
「沒有土地！沒有房屋！不去投票！」的標語最早是為南非的全國性社會組織無土地人民運動於2004年採用。此運動起初名為「沒有土地！不去投票！運動」，組織成員為無土地人民運動及國家土地委員會（英文：National Land Committee）。他們認為由於選民必須登記住址才能投票，所以如果人民的產權沒有被保障，他們根本無法投票。國際特赦組織曾報導指有「沒有土地！不去投票！運動」成員在2004年南非大選期間受酷刑折磨。
2006年，西開普省反迫遷運動和棚戶運動加入抵制地方政府選舉。西開普省反迫遷運動於選舉日在開普敦舉行遊行，並指他們會投棄權票；棚戶運動又於選舉日遊行，舉出「沒有土地！沒有房屋！不去投票！」的標語，但是次遊行被指是非法，遭到警方鎮壓。
2008年，南非社會組織無土地人民運動、西開普省反迫遷運動、棚戶運動和農地網絡組成了貧民聯盟，該聯盟於2009年投票通過抵制大選，並以「沒有土地！沒有房屋！不去投票！」作為標語。該年，參與抵制大選的組織遭受到競選政黨和警方嚴厲的壓制。於2009年2月8日，南非警察被指涉嫌毆打一名抵制大選的居民；警方指他干擾選民登記的進行，但有說法指這是和他參與貧民聯盟的抵制大選運動有關。
於2011年，其他類似組織，包括無土地人民運動、西開普省反迫遷運動、南非待業人民運動、我們共同成長及曼德拉公園後院之友，聯合棚戶運動，呼籲抵制地方政府選舉。一些地方社區組織也在威廉王城、菲克斯堡、格拉罕鎮等城鎮舉行了拒絕投票運動。在是次選舉，一共有42%的已登記選民沒有投票。

## 原因
參與「沒有土地！沒有房屋！不去投票！」運動的人指出有各種理由抵制選舉。他們指出自己自1994年以來均有投票，但至今仍看不到任何積極的結果，而且政客都很腐敗，沒有代表窮人的政黨 。他們又認為選舉過程本身就是不民主的，窮人應為自己發聲。

## 變種
參與抵制投票的人提出了一些類似的口號，例如「沒有工作！」、「沒有電力！」、「沒有水！」、「沒被尊重！」、「沒有自由！」等，呼籲抵制投票。芝加哥反迫遷運動也使用了類似的口號「沒房屋不投票」。

## 批評
南非總統雅各布·祖馬批評此口號及抵制投票的運動，指不投票是剝奪了非洲人國民大會成員為人民奮鬥謀取得來的自由。